# Ayumi hamasaki COUNTDOWN LIVE 2010-2011 A 〜do it again〜
『ayumi hamasaki COUNTDOWN LIVE 2010-2011 A 〜do it again〜』（アユミ・ハマサキ・カウントダウン・ライブ・2010-2011・エー・ドゥ・イット・アゲイン）は、日本の歌手浜崎あゆみが行ったカウントダウンライブであり、2011年8月24日発売のDVD及びBlu-ray Discである。なお、タイトルにある「A」はロゴ表記。

## 解説
2010年12月31日に国立代々木競技場第一体育館にて行われたカウントダウンライブ。DVD特典映像としてメイキング・ムービー・ダイジェストが収録された。
2011年8月24日発売のDVDは発売初週に2万2000枚を売り上げ、2011年9月5日付オリコンDVD週間ランキングで総合1位となった。これはDVD『ayumi hamasaki PREMIUM COUNT DOWN LIVE 2008－2009 A』以来2年3か月ぶりの総合首位となる。
また同日発売のBlu-rayも初週7000枚を売り上げ総合10位となり、音楽部門でもDVD&BD共に首位となった。そして今作で「歴代DVD女性アーティスト総売り上げ首位記録」を237万枚と更新し、モーニング娘。を引き離し引き続き首位となっている。

## 曲目

### DVD Disc.1
- Blu-rayはDVDのDisc.1〜2の内容を1枚にまとめて収録。

1. snowfield
2. Last angel
3. Duty
4. is this LOVE?
5. Marionette -prelude-
6. Marionette
7. Free & Easy
8. Endless sorrow
9. Dearest〜HEAVEN〜CAROLS〜Together When...
10. Aria
11. Humming 7/4
12. Bold & Delicious
13. Mirrorcle World
14. SEVEN DAYS WAR
15. evolution
16. Boys & Girls
17. Dream ON

### DVD Disc.2
- encore

1. Love song
2. Virgin Road
3. MOON
4. Trauma〜AUDIENCE〜Fly high
5. flower garden
6. Thank U
7. do it again

## 参加ミュージシャン
- 浜崎あゆみ：Vocal

バンドメンバー
- エンリケ：Bass
- 野村義男：Guitar
- 友成好宏：Keyboards
- 宮崎裕介：Keyboards
- 浜崎大地：Drums
- 濱田"Peco"美和子：Chorus
- 山崎"Princess"陽子：Chorus